# Katastrofa lotnicza w Pointe-Noire (2011)
Katastrofa lotnicza w Pointe-Noire – wypadek lotniczy samolotu Antonow An-12, do którego doszło 21 marca 2011 roku w Pointe-Noire w Kongu. W wyniku wypadku śmierć poniosły 23 osoby (4 członków załogi i 19 osób na ziemi).

## Samolot
Jak wynika z listy opublikowanej w 2006 roku przez Organizację Międzynarodowego Lotnictwa Cywilnego, zbudowany w 1963 samolot nie nadawał się do lotu.

## Wypadek
Samolot transportowy rozbił się w dzielnicy mieszkalnej Mvoumvou. An-12 skręcał w stronę końcowego podejścia do pasa 17, kiedy zjechał ze ścieżki podejścia. Pilot podjął próbę skręcenia w prawo, aby zrównać samolot z pasem startowym. W tym momencie An-12 przewrócił się na prawo i rozbił się o ziemię. Uderzył w kilka domów i stanął w płomieniach. Warunki pogodowe określono jako dobre.

## Ofiary
Na pokładzie An-12 było 4 członków załogi: 2 pilotów i 2 mechaników pokładowych. Początkowo zgłoszono, że na pokładzie znajdowało się także 5 nielegalnych pasażerów. 23 marca ANAC Kongo wydało aktualizację, w której stwierdzono, że na samolocie znajdowało się tylko czterech członków załogi. Zginęli, podobnie jak 19 osób na ziemi.

## Dochodzenie
Rząd Konga powołał wspólną komisję w celu zbadania wypadku. Członkami komitetu są członkowie rządu, policji i przedstawiciele przemysłu lotniczego Konga.